# Дюлдер
Дюлдер (нід. Dulder) — селище в нідерландській провінції Оверейсел. Входить до муніципалітету Дінкелланд.
Його площа становить 21,58 км², а населення станом на 2021 рік складало 1 015 осіб.
Перша згадка про населений пункт датується кінцем 10-го сторіччя.